# Rissoa inconspicua
Rissoa inconspicua är en snäckart. Rissoa inconspicua ingår i släktet Rissoa och familjen Rissoidae. Inga underarter finns listade i Catalogue of Life.